# Calamus burkillianus
Calamus burkillianus là loài thực vật có hoa thuộc họ Arecaceae. Loài này được Becc. ex Ridl. mô tả khoa học đầu tiên năm 1925.